# Hạng Trang
Hạng Trang (giản thể: 项庄; phồn thể: 項莊; bính âm: Xiàng Zhuāng, ? - ?), quý tộc nước Sở, tướng lãnh nhà Tây Sở.

## Thân thế
Theo dã sử, ông là em họ của Tây Sở bá vương Hạng Vũ, cháu nội của Hạng Yên.
Căn cứ vào Lư Lăng Hạng thị gia phả (廬陵項氏宗譜): An Bình hầu Hạng Thừa (項承) của nước Sở có con trưởng là Sở Dương hầu Hạng Yên. Yên có bảy con trai:
1. Hạng Vinh (項榮; Đào Khê Hạng thị gia phả chép là Hạng Siêu 項超) sinh hai con trai: Hạng Tịch (tự Vũ), Hạng Cơ (tự Trang).
2. Hạng Lương (項梁), lấy Hàn thị, sinh hai con trai Hạng Giản (項簡).
3. Hạng Nhạc (項樂), lấy Bào thị, sinh Hạng Tha.
4. Hạng Quyền (項權), lấy Trần thị, sinh hai con trai.
5. Hạng Trụ (項柱), lấy Khang thị, sinh hai con trai: Hạng Lai (項萊) và Hạng Anh (項英).
6. Hạng Tiếp (項楫), lấy Chung thị, sinh hai con trai: Hạng Nguyên (項元) và Hạng Đoái (項兌).
7. Hạng Bách hay Hạng Bá (項柏; có chỗ chép là Hạng Triền 項纏), lấy Hứa thị, sanh hai con trai: Hạng Đông (項東) và Hạng Bản (項本).

Theo tài liệu này, ông có tên húy Cơ (箕), tự Trang (莊), là em ruột của Hạng Vũ, lấy Hồ thị, sanh hai con trai: Hạng Minh và Hạng Hân. Sau khi tiến vào Quan Trung, Hạng Trang được phong Đông Giao vương.

## Múa kiếm Hồng Môn
Ghi chép về Hạng Trang chỉ có vài dòng ngắn ngủi trong Sử ký - Hạng Vũ bản kỷ, liên quan đến sự kiện Hồng Môn yến: năm 206 TCN, Lỗ công Hạng Vũ bày tiệc ở Hồng Môn (ở phía ngoài đàn Giao của Hàm Dương ), mời Bái công Lưu Bang đến dự, mục đích là giết chết Lưu Bang. Nhưng sau khi nghe Lưu Bang giãi bày, Hạng Vũ muốn từ bỏ ý định. Mưu thần của họ Hạng là Phạm Tăng không cam tâm, sai Hạng Trang vờ múa kiếm giúp vui, tìm cơ hội giết chết Lưu Bang. Nhưng vì Hạng Bá ngăn trở, nên không thành công.
Đây là sự tích "Hạng Trang vũ kiếm, ý tại Bái công".